# Haikyū!! (serial telewizyjny)
Haikyū!! (jap. ハイキュー！！) – pierwszy sezon telewizyjnego serialu anime Haikyū!! wyprodukowanego na podstawie mangi autorstwa Haruichiego Furudate o tej samej nazwie, emitowany od 6 kwietnia do 21 września 2014 na antenach MBS i TBS. Sezon składa się z 25 odcinków, obejmujących pierwsze osiem tomów mangi (rozdziały 1–71).

## Produkcja i premiera
Pierwsze informacje pojawiły się 22 września 2013, wówczas wywieszony został plakat promocyjny, na którym podano do informacji, że manga Haikyū!! wiosną 2014 otrzyma adaptację w formie telewizyjnego serialu anime. Następnie, 4 października data premiery została doprecyzowana, tym razem na kwiecień 2014.
4 stycznia 2014 ogłoszono, że serial emitowany będzie na antenach MBS i TBS. 19 lutego przy okazji ogłoszenia utworów, które zostaną wykorzystane w openingu i endingu, podano komunikat, że premiera anime odbędzie się 6 kwietnia, natomiast kolejne odcinki będą emitowane w każdą niedzielę o 17.00 (czasu japońskiego JST). Ostatni, 25. odcinek sezonu wyemitowany został 21 września 2014.
Ponadto wszystkie odcinki dostępne są również na platformie Crunchyroll oraz Netflix.

### Odcinek specjalny
28 listopada 2014 zapowiedziano wydanie odcinka specjalnego OVA zatytułowanego Lev kenzan! (jap. リエーフ見参！ Riēfu kenzan!), który został pokazany po raz pierwszy 9 listopada podczas festiwalu Jump Festa, a następnie wydany 4 marca 2015 na DVD w edycji specjalnej 15. tomu mangi.

## Muzyka

### Opening
- „Imagination” (jap. イマジネーション Imajinēshon) – Spyair (odc. 1–13)
- „Ah Yeah!!” – Sukima Switch (odc. 15–25)

### Ending
- „Tenchi Gaeshi” (jap. 天地ガエシ) – NICO Touches the Walls (odc. 1–13)
- „LEO” – tacica (odc. 15–25)

## Blu-ray/DVD
Wszystkie odcinki sezonu zostały skompilowane do dziewięciu wydań na Blu-ray i DVD. Pierwszy z nich pojawił się w sprzedaży 16 lipca 2014, zaś ostatni – 18 marca 2015.

### Spis tomów
| Tom | Odcinki   | Data wydania         | Kod         | Kod         |
| Tom | Odcinki   | Data wydania         | Blu-ray     | DVD         |
| --- | --------- | -------------------- | ----------- | ----------- |
| 1   | 1–3 (3)   | 16 lipca 2014        | TBR-24351D  | TDV-24361D  |
| 2   | 4–6 (3)   | 20 sierpnia 2014     | TBR-24352D  | TDV-24362D  |
| 3   | 7–9 (3)   | 17 września 2014     | TBR-24353D  | TDV-24363D  |
| 4   | 10–12 (3) | 15 października 2014 | TBR-24354D  | TDV-24364D  |
| 5   | 13–15 (3) | 19 listopada 2014    | TBR-24355D  | TDV-24365D  |
| 6   | 16–18 (3) | 17 grudnia 2014      | TBR-24356D  | TDV-24366D  |
| 7   | 19–21 (3) | 21 stycznia 2015     | TBR-24357D  | TDV-24367D  |
| 8   | 22–23 (2) | 18 lutego 2015       | TBR-24358D  | TDV-24368D  |
| 9   | 24–25 (2) | 18 marca 2015        | TBR-24359D  | TDV-24369D  |
| OVA | OVA       | 4 marca 2015         | SDVD-908238 | SDVD-908238 |

## Lista odcinków
| №     | #   | Tytuł                                                                | Reżyseria                         | Scenariusz          | Premiera odcinka                                |
| ----- | --- | -------------------------------------------------------------------- | --------------------------------- | ------------------- | ----------------------------------------------- |
| 1     | 1   | Owari to hajimari (終わりと始まり)                                   | Susumu Mitsunaka                  | Taku Kishimoto      | 6 kwietnia 2014                                 |
| 2     | 2   | Karasuno Kōkō haikyū-bu (烏野高校排球部)                             | Kōichi Kikuta                     | Taku Kishimoto      | 13 kwietnia 2014                                |
| 3     | 3   | Saikyō no mikata (最強の味方)                                        | Tomoko Hiramuki                   | Taku Kishimoto      | 20 kwietnia 2014                                |
| 4     | 4   | Itadaki no keshiki (頂の景色)                                        | Shintarō Itoga                    | Taku Kishimoto      | 27 kwietnia 2014                                |
| 5     | 5   | Shōshinmono no kinchō (小心者の緊張)                                 | Yasuo Ejima                       | Taku Kishimoto      | 4 maja 2014                                     |
| 6     | 6   | Omoshiroi Team Omoshiroi chīmu (面白いチーム)                        | Tomohiro Hirata                   | Taku Kishimoto      | 11 maja 2014                                    |
| 7     | 7   | VS Daiō-sama (VS 大王様)                                             | Rokō Ogiwara                      | Taku Kishimoto      | 18 maja 2014                                    |
| 8     | 8   | "Ace" to yobareru hito "Ēsu" to yobareru hito ("エース"と呼ばれる人) | Yoshihide Ibata                   | Takuya Satō         | 25 maja 2014                                    |
| 9     | 9   | Ace e no Toss Ēsu e no tosu (エースへのトス)                         | Mariko Ishikawa                   | Taku Kishimoto      | 1 czerwca 2014                                  |
| 10    | 10  | Akogare (憧れ)                                                       | Shintarō Itoga                    | Taku Kishimoto      | 8 czerwca 2014                                  |
| 11    | 11  | Ketsudan (決断)                                                      | Hirotaka Endō                     | Taku Kishimoto      | 15 czerwca 2014                                 |
| 12    | 12  | Neko to karasu no saikai (ネコとカラスの再会)                        | Yasuo Ejima                       | Toshimitsu Takeuchi | 22 czerwca 2014                                 |
| 13    | 13  | Rival Raibaru (好敵手)                                               | Takaaki Suzuki                    | Toshimitsu Takeuchi | 29 czerwca 2014                                 |
| 14    | 14  | Kyōteki-tachi (強敵たち)                                             | Tomoko Hiramuki                   | Taku Kishimoto      | 6 lipca 2014                                    |
| 15    | 15  | Fukkatsu (復活)                                                      | Kiyoshi Murayama                  | Taku Kishimoto      | 13 lipca 2014                                   |
| 16    | 16  | Shōsha to haisha (勝者と敗者)                                        | Shintarō Itoga                    | Taku Kishimoto      | 20 lipca 2014                                   |
| 17    | 17  | Teppeki (鉄壁)                                                       | Takashi Ōtsuka                    | Toshimitsu Takeuchi | 27 lipca 2014                                   |
| 18    | 18  | Senaka no mamori (背中の護り)                                        | Yumi Kamakura                     | Toshimitsu Takeuchi | 3 sierpnia 2014                                 |
| 19    | 19  | Shikisha (指揮者)                                                    | Hirotaka Endō                     | Taku Kishimoto      | 10 sierpnia 2014                                |
| 20    | 20  | Oikawa Tōru wa tensai de wa nai (及川徹は天才ではない)               | Shintarō Itoga                    | Taku Kishimoto      | 17 sierpnia 2014                                |
| 21    | 21  | Senpai no jitsuryoku (先輩の実力)                                    | Tomoko Hiramuki Tetsuaki Watanabe | Taku Kishimoto      | 24 sierpnia 2014                                |
| 22    | 22  | Shinka (進化)                                                        | Toshiaki Kanbara                  | Taku Kishimoto      | 31 sierpnia 2014                                |
| 23    | 23  | Nagare o kaeru ippon (流れを変える一本)                              | Kōichi Kikuta                     | Taku Kishimoto      | 7 września 2014                                 |
| 24    | 24  | Nugu "Kodoku no ōsama" (脱・"孤独の王様")                            | Kōichi Kikuta                     | Taku Kishimoto      | 14 września 2014                                |
| 25    | 25  | Mikkame (三日目)                                                     | Jōji Furuta                       | Taku Kishimoto      | 21 września 2014                                |
| OVA 1 | OVA | Lev kenzan! Riēfu kenzan! (リエーフ見参！)                           | Shintarō Nakazawa                 | Taku Kishimoto      | 9 listopada 2014 (Jump Festa) 4 maja 2015 (DVD) |